# Авангард (футбольный клуб, Антрацит)
Авангард — советский футбольный клуб из Антрацита. Основан не позднее 1968 года.

## Достижения
- Во второй лиге СССР — 7 место (в зональном турнире УССР класса «Б» 1969 год).

## Результаты выступлений
| Сезон | Турнир                                                    | Достижение |
| ----- | --------------------------------------------------------- | ---------- |
| 1968  | Чемпионат СССР 1968, переходные игры                      | 2-е место  |
| 1969  | Чемпионат СССР 1969, класс «Б», 2 зона УССР               | 7-е место  |
| 1970  | Чемпионат СССР 1970, класс «Б», 1 зона УССР               | 7-е место  |
| 1970  | Чемпионат СССР 1970, класс «Б», УССР, финал за 1-14 места | 6-е место  |